# Klaus Meister
Klaus Meister (* 26. März 1938 in Nürnberg) ist ein deutscher Althistoriker. Meister ist vor allem als Spezialist für die antike griechische Geschichtsschreibung von Thukydides bis in den ausgehenden Hellenismus hervorgetreten.
Klaus Meister machte 1957 in Regensburg das Abitur und studierte anschließend in den Jahren 1957 bis 1959 an der Universität Tübingen und von 1959 bis 1962 in Universität München die Fächer Klassische Philologie, Archäologie und Geschichte. Nach seinem Staatsexamen im Jahr 1962 wurde er 1966 über das Thema Die sizilische Geschichte bei Diodor promoviert. Die Arbeit wurde von Alexander Schenk Graf von Stauffenberg angeregt und nach dessen Tod von Siegfried Lauffer weiter betreut.
In den Jahren von 1962 bis 1967 war er als Wissenschaftlicher Assistent für Alte Geschichte in München tätig. Danach folgte von 1967 bis 1971 eine weitere wissenschaftliche Tätigkeit als Assistent in Saarbrücken. 1971 habilitierte Meister sich hier mit einer Untersuchung über Historische Kritik bei Polybios. Danach war er von 1971 bis 1975 als Nachfolger von Heinz Heinen Professor für Alte Geschichte an der Universität des Saarlandes und von 1975 bis 1977 an der Universität zu Köln. In den Jahren 1977 bis 2005 lehrte er in Berlin, wobei er von 1977 bis 1980 an der Pädagogischen Hochschule und von 1980 bis zu seiner Emeritierung im Jahr 2005 an der TU Berlin tätig war.

## Schriften (Auswahl)
Aufsatzsammlung
- Studien zur griechischen Geschichtsschreibung. Von der Klassik bis zur Spätantike (= Palingenesia. Schriftenreihe für klassische Altertumswissenschaft. Bd. 121). Franz Steiner Verlag, Stuttgart 2020, ISBN 978-3-515-12591-8 (Auswahl von 25 Aufsätzen, Buchkapiteln, Besprechungen und Originalbeiträgen).

Monographien
- Der Hellenismus. Kultur- und Geistesgeschichte. J.B. Metzler, Stuttgart 2016, ISBN 978-3-476-02685-9.
- Thukydides als Vorbild der Historiker. Von der Antike bis zur Gegenwart. Schöningh, Paderborn 2013, ISBN 978-3-506-77679-2.
- „Aller Dinge Maß ist der Mensch“. Die Lehren der Sophisten. Fink, München 2010, ISBN 978-3-7705-5066-1 (Rezension).
- Einführung in die Interpretation historischer Quellen. Schwerpunkt Antike. 2 Bände. Schöningh, Paderborn u. a. 1997–1999;
  - Band 1: Griechenland (= UTB für Wissenschaft. Uni-Taschenbücher. Bd. 1923). 1997, ISBN 3-506-99458-1
  - Band 2: Rom (= UTB für Wissenschaft. Uni-Taschenbücher. Bd. 2056). 1999, ISBN 3-506-99508-1.
- Die griechische Geschichtsschreibung. Von den Anfängen bis zum Ende des Hellenismus. Kohlhammer, Stuttgart u. a. 1990, ISBN 3-17-010264-8 (In italienischer Sprache. La storiografia greca. Dalle origini alla fine dell'Ellenismo (= Manuali Laterza. Bd. 32). Laterza, Rom u. a. 1992, ISBN 88-420-4061-4).
- Die Ungeschichtlichkeit des Kalliasfriedens und deren historische Folgen (= Palingenesia. Bd. 18). Steiner, Wiesbaden 1982, ISBN 3-515-03673-3.
- Historische Kritik bei Polybios (= Manuali Laterza. Bd. 9). Steiner, Wiesbaden 1975, ISBN 3-515-02051-9 (Saarbrücken, Universität, Habilitations-Schrift, 1971).
- Das griechische Sizilien. Antike Berichte für den Reisenden von heute. Artemis, Zürich u. a. 1969.
- Die sizilische Geschichte bei Diodor von den Anfängen bis zum Tod des Agathokles. Quellenuntersuchungen zu Buch 4–21. München 1967 (München, Universität, phil. Dissertation vom 25. Oktober 1967).